# 楊光南
楊光南（1956年—），台灣知名黑幫人士、企業家，祖籍福建平和。綽號「光南」，台灣黑幫四海幫前代理幫主及中常委，被視為是四海幫當代主事核心。其弟為「台北演藝經紀文化交流協會」榮譽理事長楊光友。
楊光南在「趙霸子」趙經華擔任幫主時期，亦擔任副幫主職務，在治平專案掃黑時潛逃至中國上海市，而後以代幫主的身份主導四海幫勢力延展至上海，奠定四海幫在上海的勢力基礎，因而被兩岸當局認定為是四海幫實際掌權的幫主而廣為人知。其兩度影響四海幫幫主繼任人選，在四海幫的地位可見一斑。
楊光南因在台灣涉及多起犯罪事項而長年滯留於中國等地經商，並由媒體報導楊光南所經營的生意資產高達百億元。

## 經歷
楊光南於1970年代加入四海幫，追隨四海三大家族之一的前幫主「偉民」劉偉民開始嶄露頭角。1987年劉偉民逝世後，楊光南受到同是三大家族之一的領袖「大寶」陳永和的提攜重用而崛起，被視為四海幫正統嫡系。1990年代四海幫成立「中央常務委員會」制度後，經由中常會推舉由「趙霸子」趙經華擔任新幫主，同時楊光南也受到提攜擔任副幫主。
1997年間台灣當局實行「治平專案」全國大掃黑，楊光南因涉及多起槍擊、恐嚇案件被提報為治平掃黑對象，因此為了躲避政府掃黑潛逃至中國上海市。同年四海幫為躲避政府掃黑監控，並且配合幫派解散政策，由同為副幫主的董克誠率領四海幫成員至台北市刑警大隊，以幫主趙經華的名義宣佈解散四海幫。此時身在中國上海的楊光南便受幫眾推舉為代理幫主，領導四海幫積極轉往中國發展，奠定四海幫現今在中國上海市的勢力。
1999年3月，楊光南於上海出席「老賈」賈潤年親戚的婚禮後，轉而至「金色年代」酒店續攤時與同樣在上海的天道盟份子起衝突爆發鬥毆事件，雙方遭到上海警方逮捕入獄數月。同年5月出獄後楊光南被上海警方列為不受歡迎人物並遭遣送至澳門遞解出境，台灣警方獲悉前往澳門準備將楊光南逮捕歸案之時，由四海幫份子聯合香港新義安、大陸惠州幫份子趕在台灣警方押解楊光南之前成功劫囚，震驚兩岸當局。
2000年11月5日，兩岸警方合作之下楊光南當日傍晚於上海燕京麵館用餐時，再度遭到埋伏的上海警方逮捕歸案，並於12月6日遭遣返回台灣受審調查。因涉及多起犯罪及命案遭押送至綠島監獄，在兩個月後交保獲釋並限制其活動。直至2003年11月間，因再涉及多起犯罪在法院審理期間棄保潛逃至中國、新加坡等地遭台灣警方再度通緝至今。
2008年至2012年間，四海幫兩度幫主更迭，自第五任幫主「老賈」賈潤年交棒後，由「弟哥」張建英、「小凱」楊玉斌等人相繼接任第六任與第七任幫主之位。在幫主繼位資格的爭論上，楊光南兩度力排眾議支持「弟哥」與「小凱」等人上位，顯現出楊光南在四海幫極具影響力的地位，兩位幫主也被視為是「光南」的代理人。

## 軼聞
針對外界宣稱楊光南是四海幫新幫主一事，楊光南於2000年12月7日受審時強調自己僅是代理幫主來運作四海幫，實際上只是副幫主。但是台灣警方認為楊光南的聲望與實權與幫主是相同的，所以依舊認定楊光南是四海幫實際上掌權的幫主。
楊光南與同樣是四海幫知名成員「狗六」陳瑞芳，曾經都是劉偉民的嫡系手下，但兩人雖是同一派系出生，彼此之間不合傳聞甚囂塵上。

## 外部連結
- 中台灣黑道風雲 第五十二章 （页面存档备份，存于），岳中興，政風新聞電子報。